# Lista chorążych reprezentacji Antigui i Barbudy na igrzyskach olimpijskich
Lista chorążych reprezentacji Antigui i Barbudy na igrzyskach olimpijskich – lista zawodników i zawodniczek reprezentacji Antigui i Barbudy, którzy podczas ceremonii otwarcia nowożytnych igrzysk olimpijskich nieśli flagę Antigui i Barbudy.

## Chronologiczna lista chorążych
| Lp. | Rok i miejsce     | Chorąży         | Dyscyplina    |
| --- | ----------------- | --------------- | ------------- |
| 1   | 1976, Montreal    | b.d.            |               |
| 1   | 1984, Los Angeles | Lester Benjamin | Lekkoatletyka |
| 2   | 1988, Seul        | Jocelyn Joseph  | Lekkoatletyka |
| 3   | 1992, Barcelona   | b.d.            |               |
| 4   | 1996, Atlanta     | Heather Samuel  | Lekkoatletyka |
| 5   | 2000, Sydney      | Heather Samuel  | Lekkoatletyka |
| 6   | 2004, Ateny       | Daniel Bailey   | Lekkoatletyka |
| 7   | 2008, Pekin       | James Grayman   | Lekkoatletyka |
| 8   | 2012, Londyn      | Daniel Bailey   | Lekkoatletyka |
| 9   | 2016, Rio         | Daniel Bailey   | Lekkoatletyka |